# Greg Hill (giocatore di football americano)
Gregory Lamonte' Hill (Dallas, 23 febbraio 1972) è un ex giocatore di football americano statunitense che ha giocato nel ruolo di running back nella National Football League (NFL).

## Biografia
Dopo avere giocato a football al college alla Texas A&M University, Hill fu scelto come 25º assoluto nel Draft NFL 1994 dai Kansas City Chiefs. Nella sua prima stagione giocò come riserva di Marcus Allen ma ebbe comunque un impatto, guidando la squadra in yard corse in cinque partite. L'anno successivo disputò la sua prima gara da oltre 100 yard corse, nel debutto stagionale contro i Seattle Seahawks. Hill divenne titolare nel 1997 con l'avanzare dell'età di Allen ma corse solamente 550 yard, il suo minimo sino a quel momento. A fine anno passò ai St. Louis Rams. Partì l'esperienza con la nuova maglia col piede giusto, correndo 240 yard e segnando 4 touchdown nelle prime due partite, salvo rompersi una gamba nella terza, venendo costretto a perdere tutto il resto dell'annata. L'anno successivo, l'inatteso di ritiro di Barry Sanders due prima dell'inizio del training camp portò i Lions a firmare Hill che, in quella che fu la sua ultima stagione da professionista, corse 542 yard e 2 touchdown.

## Statistiche
| Partite            | 79    |
| Yard corse         | 3.218 |
| Touchdown su corsa | 12    |